# Dorfkirche Below

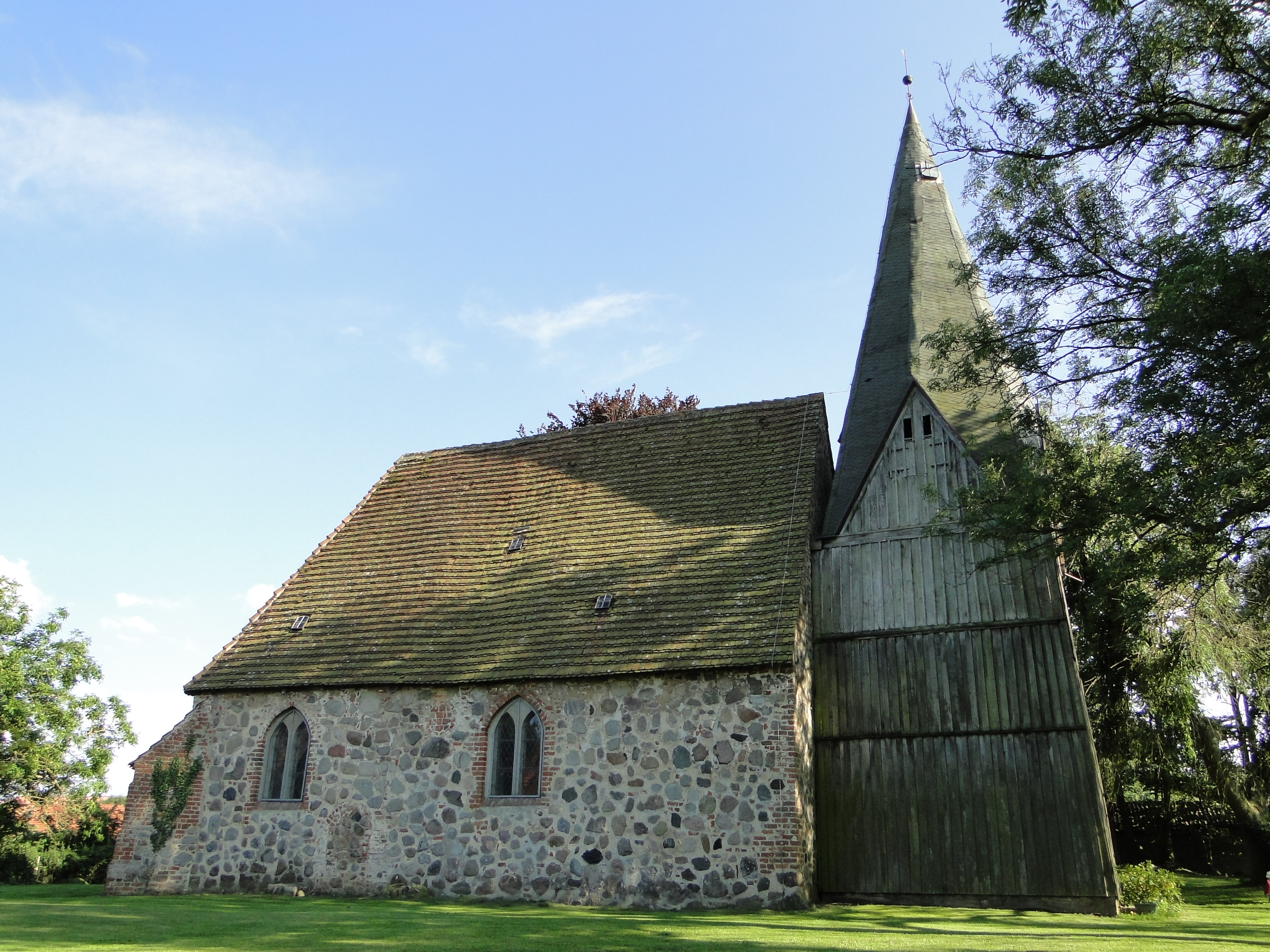
Dorfkirche in Below

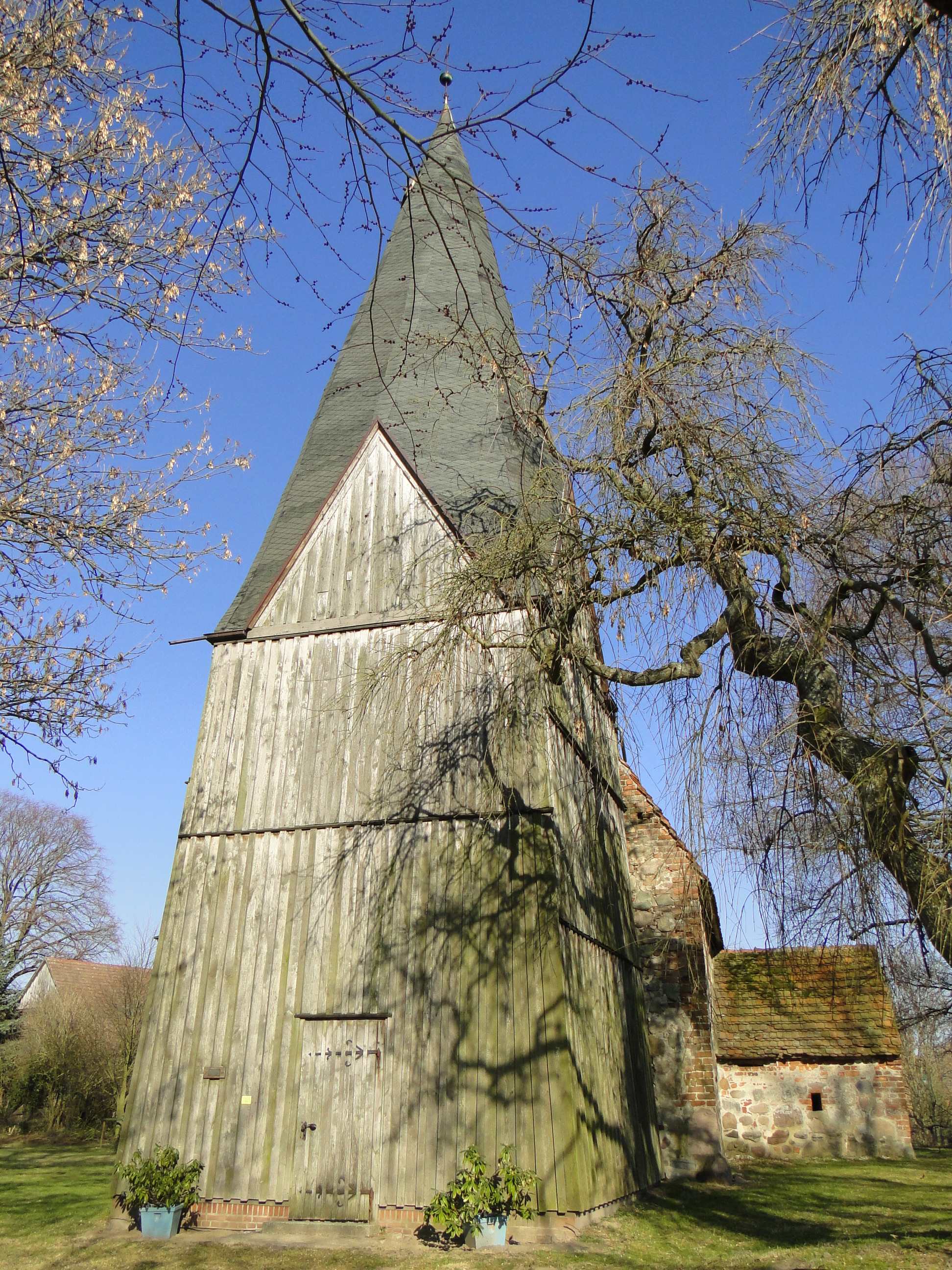
Geböschter Holzturm

Die Dorfkirche Below ist eine mittelalterliche Feldsteinkirche im mecklenburgischen Ort Below, einem Ortsteil der Gemeinde Techentin im Landkreis Ludwigslust-Parchim in Mecklenburg-Vorpommern.

## Geschichte
Below wurde 1296 urkundlich erstmals erwähnt, als Fürst Nikolaus II. von Werle sein Eigentum in Below und weiteren Orten in der Umgebung von Goldberg den Zisterziensermönchen des Klosters Neuenkamp im vorpommerschen Franzburg verkaufte. Zeuge war damals Ywanus de Belowe, dessen Familien die Lokatoren von Below waren und dem Dorf den Namen verliehen. 1249 gehörten die Brüder Iwan I. und Nikolaus II. von Below noch zum Gefolge des Fürsten Pribislaw I.
In diese Zeit fällt auch die Errichtung einer Capella durch die Belows. Am 8. April 1299 schenkten die Ritter Ywan und Dietrich und die Knappen Nikolaus und Wedekind de Belowe ihr Patronatsrecht der Kapelle nebst Friedhof dem Nonnenkloster Sonnenkamp in Neukloster. 1300 sicherte Fürst Nikolaus II. das Patronat der Kapelle in Below dem Kloster Sonnenkamp in Neukloster auch für den Fall zu, wenn dieselbe zu einer Pfarrkirche erhoben würde. Neben Below reichte damals der südliche Landbesitz des Klosters Neuenkamp bis Techentin. Warum aber das Patronatsrecht für die Belower Kapelle ausgerechnet dem Kloster Sonnenkamp übertragen wurde, geht aus den vorhandenen Quellen nicht hervor. 1369 wurden in Neuenkamp Unstimmigkeiten zwischen den Belower Bauern und dem Techentiner Pastor Johann von Rostock als Kirchherrn zu Below geschlichtet. Im Ergebnis sollten der Pfarrer und seine Nachfolger trotz des schlechten Fußweges von Techentin nach Below sonntags, mittwochs, freitags und zu den höchsten Festtagen in Below jeweils eine Messe halten. Nachdem am 13. Januar 1455 das Kloster Neuenkamp mit seinem Besitz im Goldberger Land auch Below an die Mecklenburgischen Herzöge Heinrich der Ältere und Heinrich der Jüngere für 1300 Gulden verkauft hatte, wurde Below ein domaniales Bauerndorf. Das Kirchenpatronat verblieb jedoch bis zur Reformation weiter beim Nonnenkloster Sonnenkamp, danach übernahm es der jeweilige Landesherr.
Wegen der Corona-Pandemie und den damit verbundenen Einschränkungen im Lande konnte auch 2021 der Ostergottesdienst nicht gemeinsam in der Kirche gefeiert werden. So wurde die Osterandacht in der Belower Kirche aufgezeichnet und auch für die Kirchgemeinden in Mestlin, in Woosten und in Benthen ins Netz gestellt. Die Pastoren Christian Banek aus Woosten, Ricardo Freiheit aus Benthen und Kornelius Taetow aus Mestlin sowie den Gemeindpädagoginnen Petra Güttler und Astrid Taetow hatten gemeinsam die Predigt, den liturgischen Rahmen und den Liedteil übernommen. An der Orgel spielte der ehemalige Parchimer St. Georgenkantor Fritz Abs.

## Baugeschichte

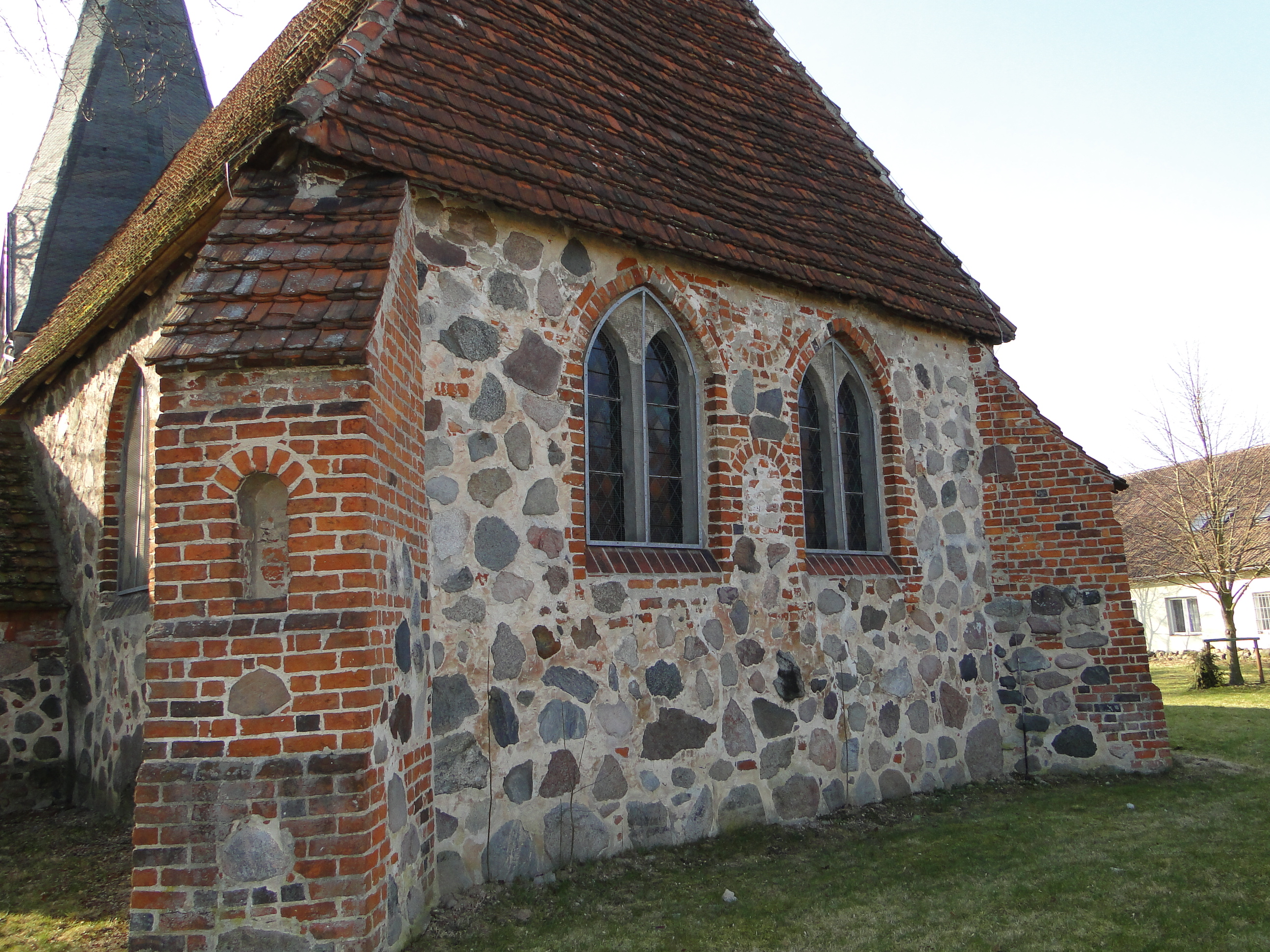
Ostgiebel

Auch in Below war der erst Steinbau die Feldsteinkirche, Backsteinziegel wurden auch hier nur in den Einfassungen von Fenstern und Portalen eingesetzt. Die aus der kleinen Kapelle Ende des 13. Jahrhunderts erbaute und reich ausgemalte Feldsteinkirche von 1483 steht in der Dorfmitte von Below. Der Baukörper der heutigen Kirche, mit Ausnahme des erst 1542 errichteten geböschten Holzturmes, dürfte in seinem Grundriss mit dem von 1299 identisch sein. Über den Bauzustand der Kirche während des Dreißigjährigen Krieges ist nichts zu erfahren. Pfarrer Joachim Permin musste in einem Techentiner Bauernhaus wohnen, weil das Pfarrhaus abgebrannt war. Es wurde wieder aufgebaut, denn 1662 schrieb man: Das Pfarrhaus ist new aufgebawet vnd mangelt denselben nichts.
Erst mit den überlieferten Aufzeichnungen durch die Pastoren in ihren Kirchenbüchern und Chroniken sind seit dem 18. Jahrhundert die Schwierigkeiten bei der Werterhaltung und Bausanierung der kleinen Dorfkirchen in Below und Techentin bekannt. 1746 hatte Pastor Aepinus den Herzog Carl Leopold bei den so Baufälligen Umständen der Kirche um eine Landeskollekte gebeten, die 1748 sein Nachfolger Herzog Christian Ludwig bewilligte.
Am 9. April 1784 beantragte Pastor Friedrich Hövet beim Oberhauptmann von der Lühe im Amt Goldberg die Reparatur am Filial-Kirchen-Dach zu Below, weil selbiges sehr schad- und leckhaft geworden sei. Dieser beauftragte seinen Zimmerermeister Lindner aus Goldberg, doch Pastor Hövet beschwerte sich beim Herzog, der Baumeister sei zu teuer. Auch fehlen Dachsteine aus der Ziegelei Medow und die zwei Tonnen vom Dobbertinschen Baukalk, welchen das Kloster selbst niemals brauche. Dieser schlechte Erdkalk wurde immer an gutgläubige Laien verkauft.
Durch den Streit verzögerten sich auch die Dachreparaturen einige Jahre. Erst als die Direction des Amtes die Aufsicht über die Reparatur des Belower Kirchendaches an Pastor Hövet übergeben musste, sollte er der vertrauten Spur folgen. Bei der Abnahme des Kirchendaches 1791 wurde auch der Westgiebel zum Turm hin abgetragen und neu aufgebaut. Am 14. September 1791 schrieb der der Oberhauptmann von der Lühe vom Goldberger Amt an den Herzog:  Als das Belower Kirchendach abgenommen ward, fanden sich größere Schadhaftigkeiten, als man anfänglich vermuthen konnte. Der ganze hohe Giebel mußte abgebrochen werden. Dadurch ward die Ausweißung der Kirche und hienächst eine neue Verglasung nothwendig, weil die alte, dem Glaser mitzugeschlagenen Fenster keine Reparatur fähig waren. So ist jetzt die Kirche in einem Zustande versetzt, dass sie bey Menschen=Dencken keine Reparatur erfordern wird, aber auch ein höherer Kosten=Aufwand erforderlich gewesen. Doch durch den Sturm am 3. März 1793 wurde das Kirchendach wieder beschädigt. Nach der Besichtigung der Schäden durch Pastor Friedrich Hövet mit dem Maurermeister Fründt und Tischlermeister Gertz wurde vermerkt: …dass der obere Kirchenboden ganz fehle. Unter den Balken mit alten zum Theil wurmstichigen Brettern, die keinen Nagel mehr hielte, verschalt, bey deren Betretung, wenn man den Balken verfehlte, ein unglückliches Durchschießen zu besorgen wäre, in welcher Gefahr, dem Vernehmen nach, sich schon mancher befunden hätte. An der Reparatur des Kirchenbodens 1794 waren der Belower Schmied Casteno und der Zimmerermeister Diederich Schade beteiligt. 
Die durch die Herbststürme 1808 verursachten Schäden wurden erst 1809 repariert. Pastor Christian Mecklenburg schrieb dazu am 30. März 1808 an Herzog Friedrich Franz: Die Stürme im letzten Herbst haben den Kirchthurm zu Below sehr ruiniert, mehrere Bretter von der Verkleidung sind losgerissen und zerschmettert. Reparatur ist notwendig. Schon am 4. April 1809 ordnete der Herzog an, das Holz habe das Forst-Kollegium bereitzustellen. Am 23. September 1815 berichtete Christian Borngräber, nun Pastor in Below und Techentin, über die Pläne des Großherzoglichen Landbaumeisters Brandt, den Kirchturm radikal zu reparieren. Der Bau hatte bereits seinen Anfang genommen, die Arbeiter verlangten Geld, doch die Kasse war leer. Der Pastor hatte eine Idee, man könne die hiesige unbrauchbar gewordene Glocke verkaufen. Doch 1824 war die Glocke immer noch nicht verkauft worden und der Pastor klagte weiter über die schlechte Beschaffenheit seiner Kirche. Während der Amtszeit von Pastor Krüger wurde in der Techentiner Kirchenchronik vermerkt, dass seit 1917 eine Glocke für Kriegszwecke weg sei.
Als der seit 1938 amtierende Pastor Wartmann am 1. Dezember 1945 aus der Kriegsgefangenschaft kam, wollten die Belower ihm zum ersten Weihnachtsgottesdienst eine besondere Freude machen und hatten in die Kirche elektrisches Licht gelegt, doch am Heiligen Abend war Stromsperre und die Kerzen mussten wieder leuchten.
Vom Pastor Ortmann war zu hören, dass nach vielen Mühen und Beratungen das schadhafte Dach des Turmes 1985 mit Preolitschindeln neu gedeckt wurde. Bei der anstehenden Turmsanierung soll das Turmdach mit Zedern-Schindeln neu eingedeckt werden. Kirchenschiff und Holzschaft mussten dem Nachfolger bleiben. Nach der politischen Wende hat sich seit 1990 besonders die Familie von Below mit Eberhard von Below aus Kleinburgwedel bei Hannover mit nennenswerten finanziellen Beiträgen für die Renovierung der Belower Kirche engagiert, was sie als Reverenz ihren Vorfahren gegenüber betrachtet. Nach Bodenabtrag zur Freilegung der Feldsteinfundamente und deren Entfeuchtung um die Kirche ab 1996 erfolgten die Vermörtelung der Feldsteine. Am Holzturm wurden die schadhaften Fußschwellen ausgewechselt und eine neue Turmverbretterung als Boden-Deckel-Schalung aus Nadelholz angebracht.

## Baubeschreibung

### Äußeres
Die kleine rechteckige, nur 9 Meter breite und 16 Meter lange Feldsteinkirche mit seiner flachen Holzbalkendecke ist ein einschiffiger Sakralbau. Das östlich abgewalmte Dach wurde mit Biberschwanzziegeln eingedeckt. Die Außenwände wurden aus behauenen Feldsteinen und Backsteinen in unregelmäßigem Mischmauerwerk errichtet. Beide Ecken der Ostwand wurden nachträglich mit abgeschrägten Strebepfeilern gesichert. Die oberhalb in den Strebepfeilern eingelassenen Nischen waren wohl zur Aufnahme von Heiligenfiguren bestimmt. Zwischen beiden spitzbogigen Zwillingsfenstern der Ostwand ist unterhalb der Traufe eine zugemauerte Kreisblende zu erkennen. Die spätgotisch veränderten Fenster auf der Nord- und Südseite stammen aus der Zeit nach 1784, wo die Kirche repariert wurde.

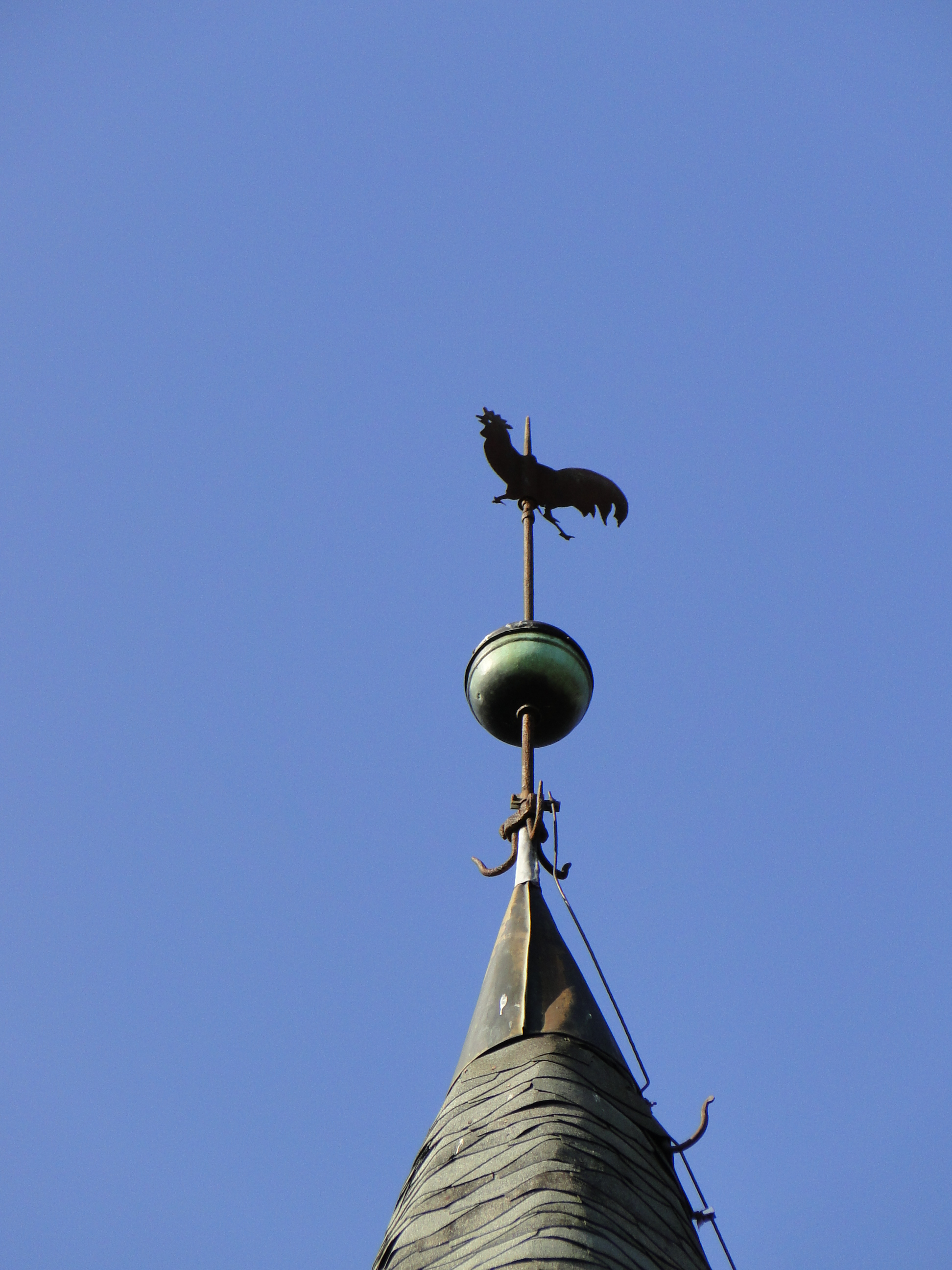
Wetterhahn auf der Turmspitze

An der Nordseite befindet sich ein kleiner Anbau aus Klosterformatsteinen. Der gedrückte Rundbogen über dem mit einem Unterzug versehenen Eingang und die drüber befindliche Fensternische wurden mit Formsteinen verkleidet. An der zugemauerten Öffnung an der Nordseite befand sich einst die Sakristei.
Hölzerne Türme, westlich der Kirche errichtet, galten auch nach dem Dreißigjährigen Krieg weiter als Nutzbauten für Glocken, so auch in Below.
Der an der Westseite vorgesetzte geböschte und mit Brettern verschalte quadratische Holzturm wird mit seinem achtseitigen Pyramidenhelm auf eine Bauzeit um 1542 datiert.
Zur Entfeuchtung der inneren Wandflächen und zum Schutz der Malereien erfolgte 2000 im Außenbereich am Feldsteinmauerwerk ein Bodenabtrag mit Sicherungsmaßnahmen an den Feldsteinfundamenten.

### Inneres
Das Innere der kleinen Dorfkirche zeichnet sich trotz seiner Einfachheit durch die fast vollständig erhaltenen, 1882 unter Kalktünche wieder freigelegten Wandmalereien von 1470/1480 aus. Der umlaufende Bilderfries stellt in verschiedenen Szenen das Leben Jesu dar und diente somit als eine Art Bilderbibel für die einheimische Bevölkerung, da damals nur wenige Menschen schreiben und lesen konnten.
Nach mehrfachen kleineren Umbauten erfolgten von 1885 bis 1891 im Innenraum umfassende Restaurierungen der Wandmalereien. Der 1907 unter dem linken Fenster an der Nordwand eingebaute Kachelofen mit seinem im Dachstuhl schräg zum First gezogene Schornstein wurde 1970 entfernt. Dabei wurden auch die 1844 angeschafften Kirchenbänke grün gestrichen. Die Fenster im Ostgiebel hatte im Mai 1971 ein Kunstglaser aus Leipzig erneuert. Die Bleiglasfenster mit grünem Antikglas in verschiedenen Farbtönen lassen ein warmes Licht in den Kirchenraum fallen. Die seitlichen Fenster wurden 1991 von der Familie von Below gestiftet.

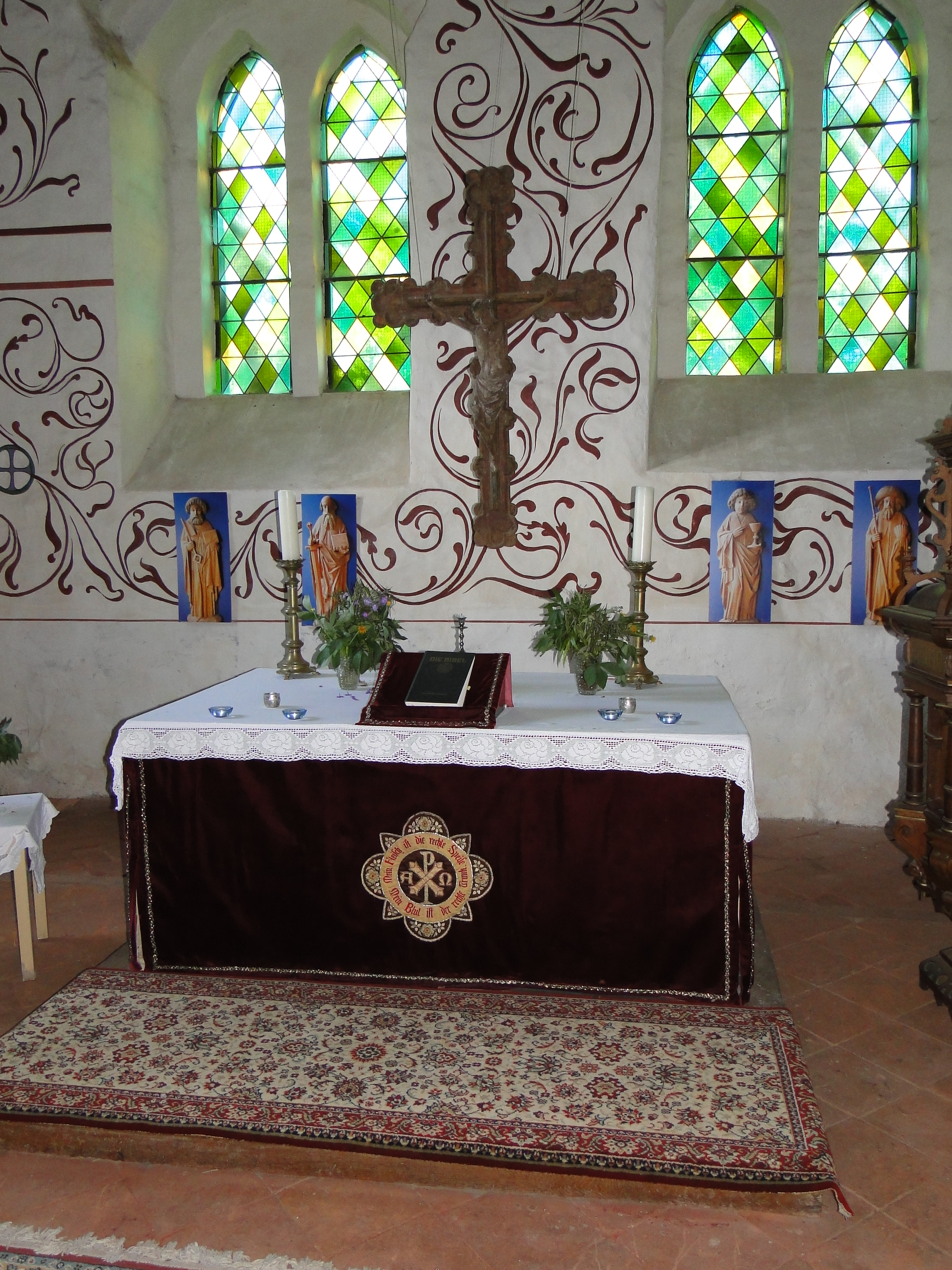
Altar mit Triumphkreuz, 2012

#### Triumphkreuz
Über dem Altarblock hängt heute ein 1971 aus der Techentiner Kirche erhaltenes ausdrucksstarkes Triumphkreuz mit dem Corpus aus dem 14. Jahrhundert. Das früher einmal gefasste Holzkreuz mit dem Corpus, an dem noch Farbreste sichtbar sind, stellt mit seinen Astansätzen einen Lebensbaum dar. Die als Kleeblätter geschnitzten Endstücke des Kreuzes waren mit Symbolen der vier Evangelisten bemalt. Es gelangte nach gründlicher Restaurierung im Zuge der Umgestaltung des Altarraumes nach Below. Vor 1784 gehörte das Kreuz noch der Kirche in Zidderich, die 1786 abgebrochen wurde.

#### Altar und Kanzel
Bis 1971 nahm ein 1844 eingebauter, neugotischer Altaraufsatz mit integrierter Kanzel die gesamte Rückwand des Chorraumes ein. Erst bei der 1971 mit dem Institut für Denkmalpflege in Schwerin erfolgten Umgestaltung wurde auch der Kanzelaltar entfernt. Zu beiden Seiten des Predigerstuhles standen je zwei geschnitzte Halbfiguren aus einem Apostelzyklus, die wohl aus einem spätgotischen Altaraufsatz stammen. Die 71 bis 73 cm hohen Figuren, die Apostel Johannes, Jakobus der Ältere, Petrus und Paulus darstellend, trugen noch Farbreste. Sie befinden sich heute im Depot des Kunstdienstes der Nordkirche.

#### Taufe

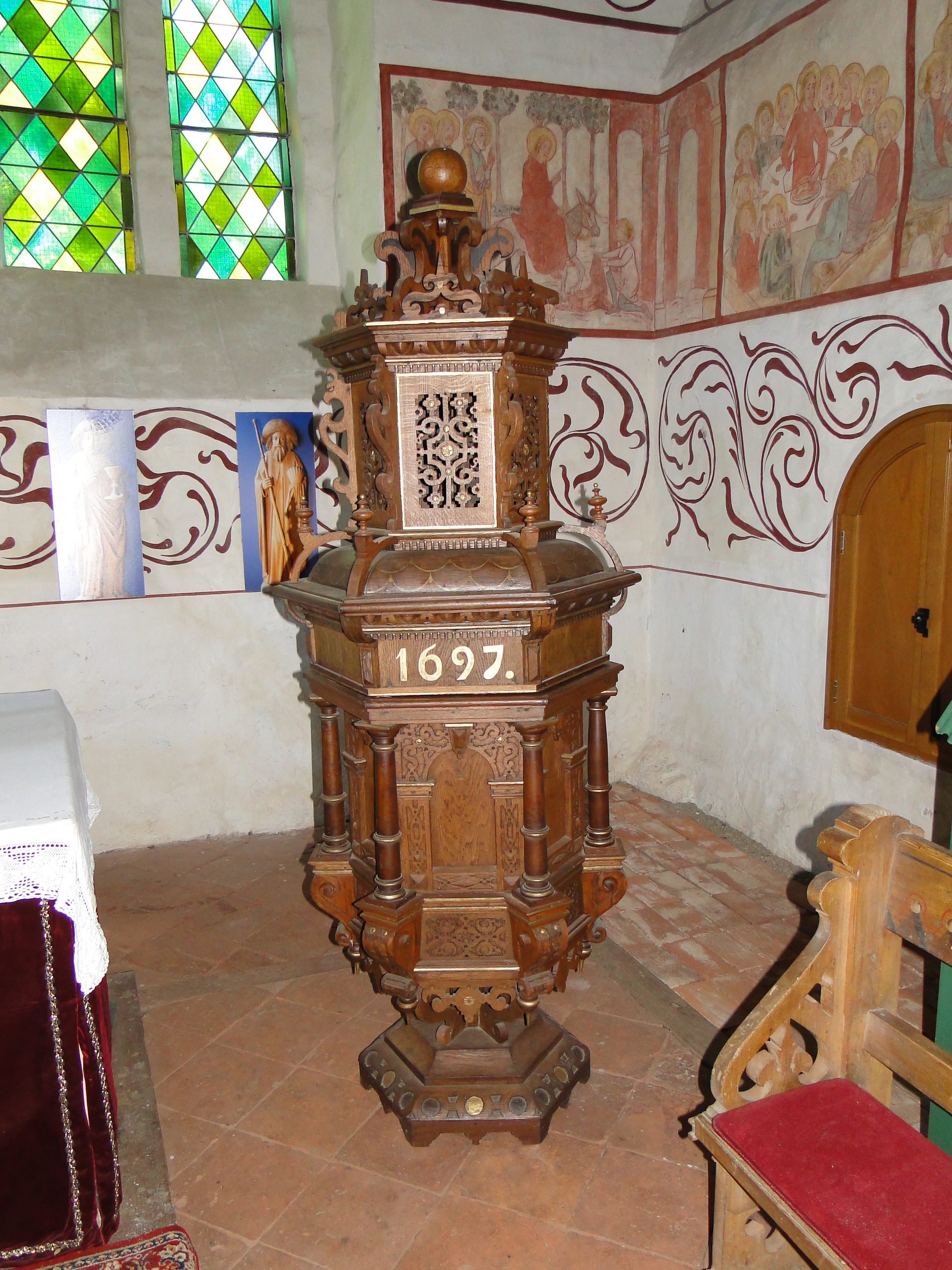
Geschnitzter Taufbehälter aus dem Jahr 1697

Der sechsseitige Taufbehälter ist ein prachtvoll geschnitzter hoher Aufbau, entstanden im Stil der Renaissance mit der Inschrift: „HANS SUDROW ANNO 1697 DEN 14 APRILIS“ und steht rechts neben dem Altar. Der Name Hans Sudrow dürfte mit dem 1716 genannten Goldberger Amtmann Suderau identisch sein, der im Auftrage des Landesherrn für die Instandhaltung des Kirchengebäudes verantwortlich war. Der Taufbehälter blieb ungefasst, seine Wirkung beruht im Wesentlichen auf der Farbigkeit des Holzes und den flachen ornamentalen Schnitzereien, die stilistisch dem reichen Beschlagwerk zuzuordnen sind. Eindrucksvoll ist der hohe Deckel, der in einem laternenartigen, durchbrochenen Aufbau mit kronenartigem Aufsatz endet. Das Beckengebäude hat eine umlaufende Rundbogenarkade mit an den Ecken vorgestellten Säulen.
Der Taufbehälter wurde 1994 auf Veranlassung der Familie von Below durch Tilman Tzschichold mit fachlicher Betreuung durch Johannes Voss vom Landesamt für Denkmalpflege restauriert.

#### Orgel
Die Orgel (I/AP/4) wurde 1890 durch den Rostocker Orgelbauer Julius Schwarz gebaut und an der Westwand der 1889 errichteten Orgelempore aufgestellt. Das weiß-goldene Orgelprospekt mit seinem neugotischen flachen Gehäuse und dem gradlinigen oberen Abschluss ist in die mit gotischen Schnitzwerk versehene Brüstungsempore eingebaut worden. Die Anschaffung der Orgel mit vier klingenden Stimmen für 890 Mark erfolgte 1890 durch Pastor Harm, als „bei einer früheren Hochzeit der Wunsch nach einer Orgel laut wurde…“. Daraufhin bewilligte 1889 das Großherzogliche Mecklenburgische Finanzministerium die Kosten für die Herstellung der notwendigen Orgelempore.
Durch Christian Scheffler aus Sieversdorf wurden 1992 etliche Reparaturen vorgenommen, weitere erfolgten 2009 durch Gido Weitendorf aus Schwaan.

#### Wandmalereien

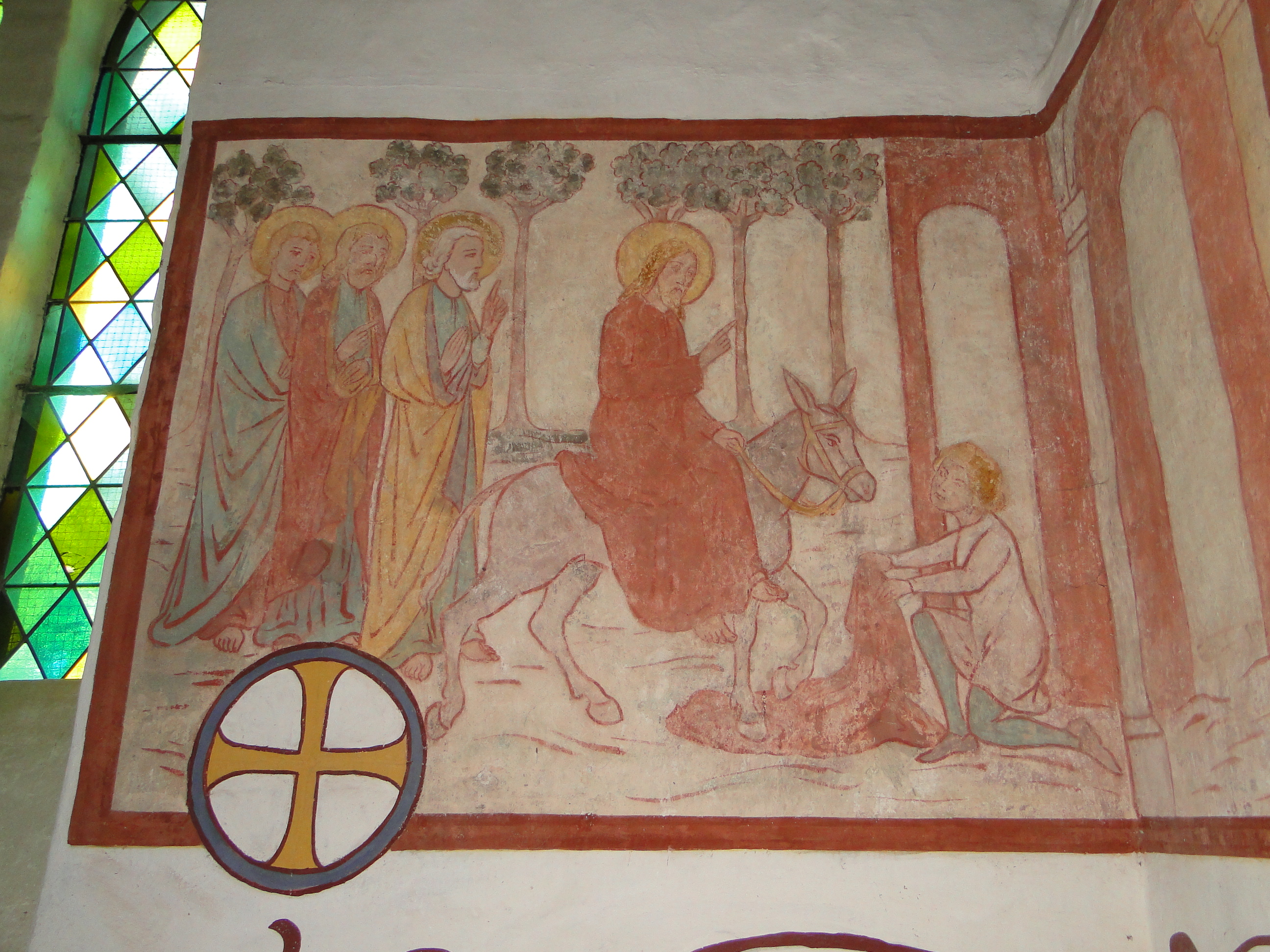
Der Einzug Jesu in Jerusalem am Palmsonntag

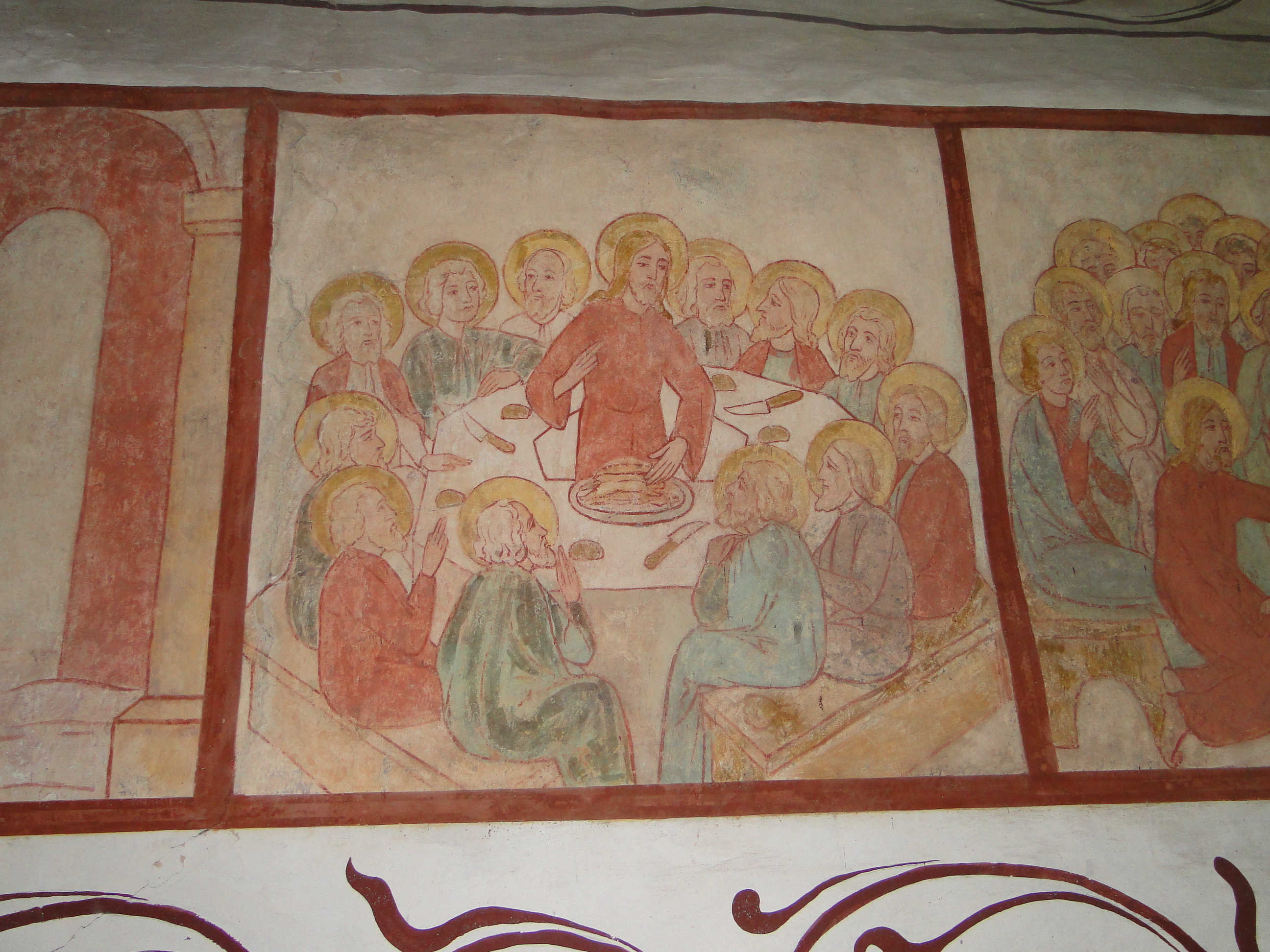
Die Einsetzung des Abendmahls

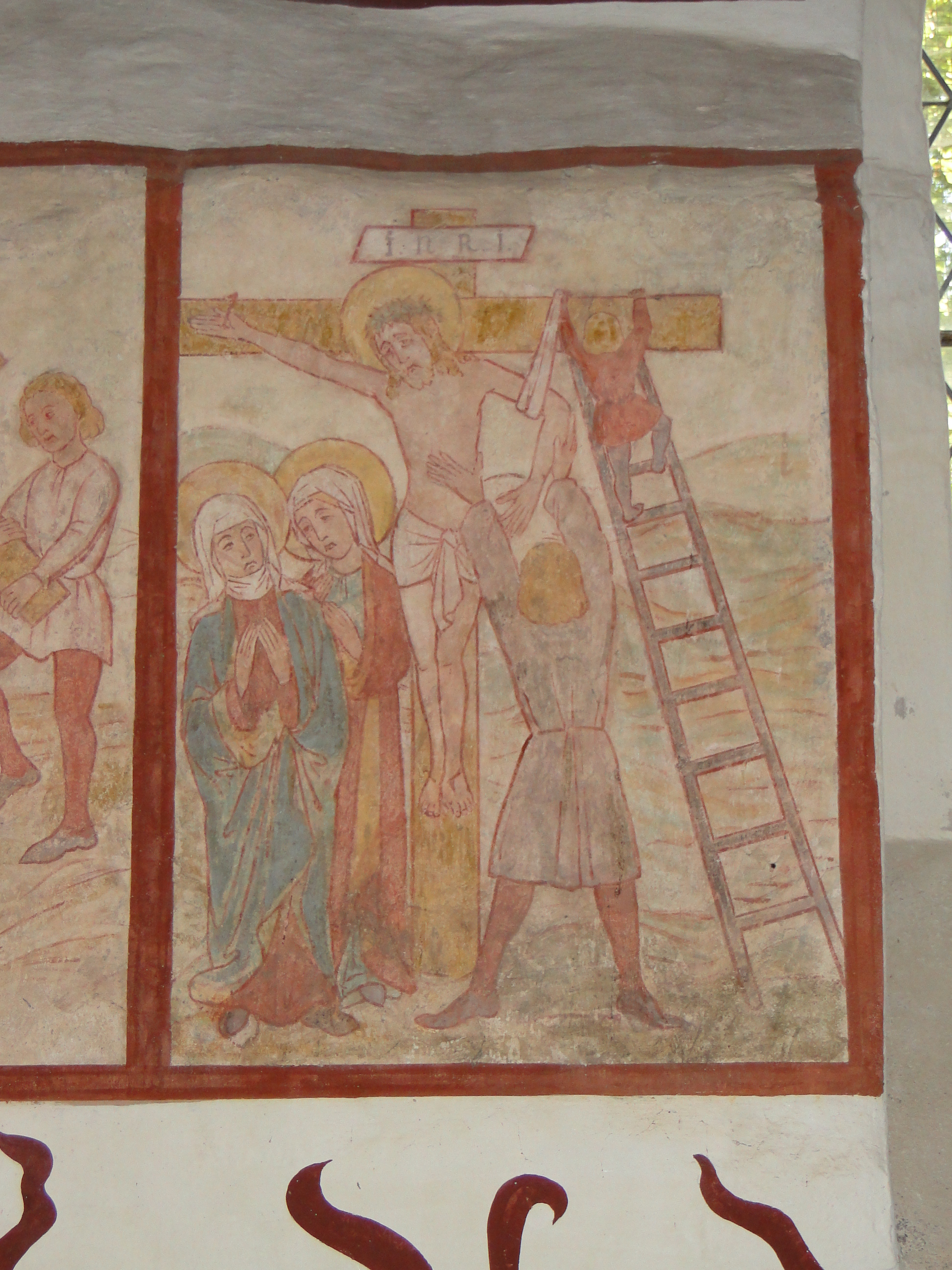
Die Kreuzabnahme

Die unter Kalkschichten verborgenen mittelalterlichen Wandmalereien wurden ab 1886 von den Wismarer Hofdekorationsmalern Heinrich Friedrich Michaelsen und Krause gemeinsam mit dem Goldberger Malermeister W. Trenck freigelegt. Die Durchzeichnungen der erhalten gebliebenen Malereien mit der Bilderfolge wurden 1888 der Commission zur Erhaltung der Denkmäler und Alterthümer des Landes in Schwerin zur Entscheidungsfindung vorgelegt. Neben dem Archivrat Friedrich Schlie, dem Archivrat H. Grotefend und dem Oberbaurath Georg Daniel ließ sich 1889 sogar der Großherzog Friedrich Franz III. von Mecklenburg-Schwerin mit der Herzoglichen Kammer die gefertigten Skizzen „zur Allerhöchsten Genehmigung“ vorlegen. Die 1890 begonnene Restaurierung der Wandmalereien wurde 1891 durch die Kommission in der Belower Kirche begutachtet.
Während der 1970 erfolgten Renovierung des Innenraumes reinigte der Parchimer Malermeister Pilatz das mittelalterliche Rankenwerk an den Wänden und malte die herrlichen Verschnörkelungen in vereinfachter Weise neu. Als Vorlage dienten alte Dias vom Belower Hans Estrum. Die Ranken erreichten aber nicht die gestalterische Qualität der Originalmalerei. Der ausgesparte Bilderfries wurde 1973 durch Johannes Voss vom Institut für Denkmalpflege Schwerin restauriert. Die 1998 festgestellten Salzausblühungen sowie die Feuchte- und Putzschäden an einzelnen Bildern wurden durch den Restaurator Andreas Baumgart aus Rethwisch beseitigt. Im August und September 2001 wurden durch die Restauratoren an den Schadstellen der Wandbilder 1 bis 5 an der Nordwand Restaurierungen vorgenommen.
Die Bilderfolge mit Szenen aus dem Marienleben beginnen in der Mitte der Nordwand. Dargestellt sind:
- Die Verkündigung des Engels an Maria
- Mariaä Besuch bei Elisabeth
- Die Geburt Christi
- Die Verkündigung an die Hirten auf dem Felde
- Die Anbetung der Heiligen drei Könige
- Der Einzug in Jerusalem am Palmsonntag
- Die Einsetzung des Abendmahls
- Die Fußwaschung
- Das Gebet Jesu im Garten Gethsemane
- Der Verrat durch Judas
- Das Verhör
- Die Geißelung
- Die Dornenkrönung
- Das Ecce homo
- Die Kreuztragung
- Die Kreuzabnahme
- Die Himmelfahrt Jesu
- Der Gnadenstuhl

An fünf Bildern sind noch hineinragende Weihekreuze zu sehen.

#### Glocken

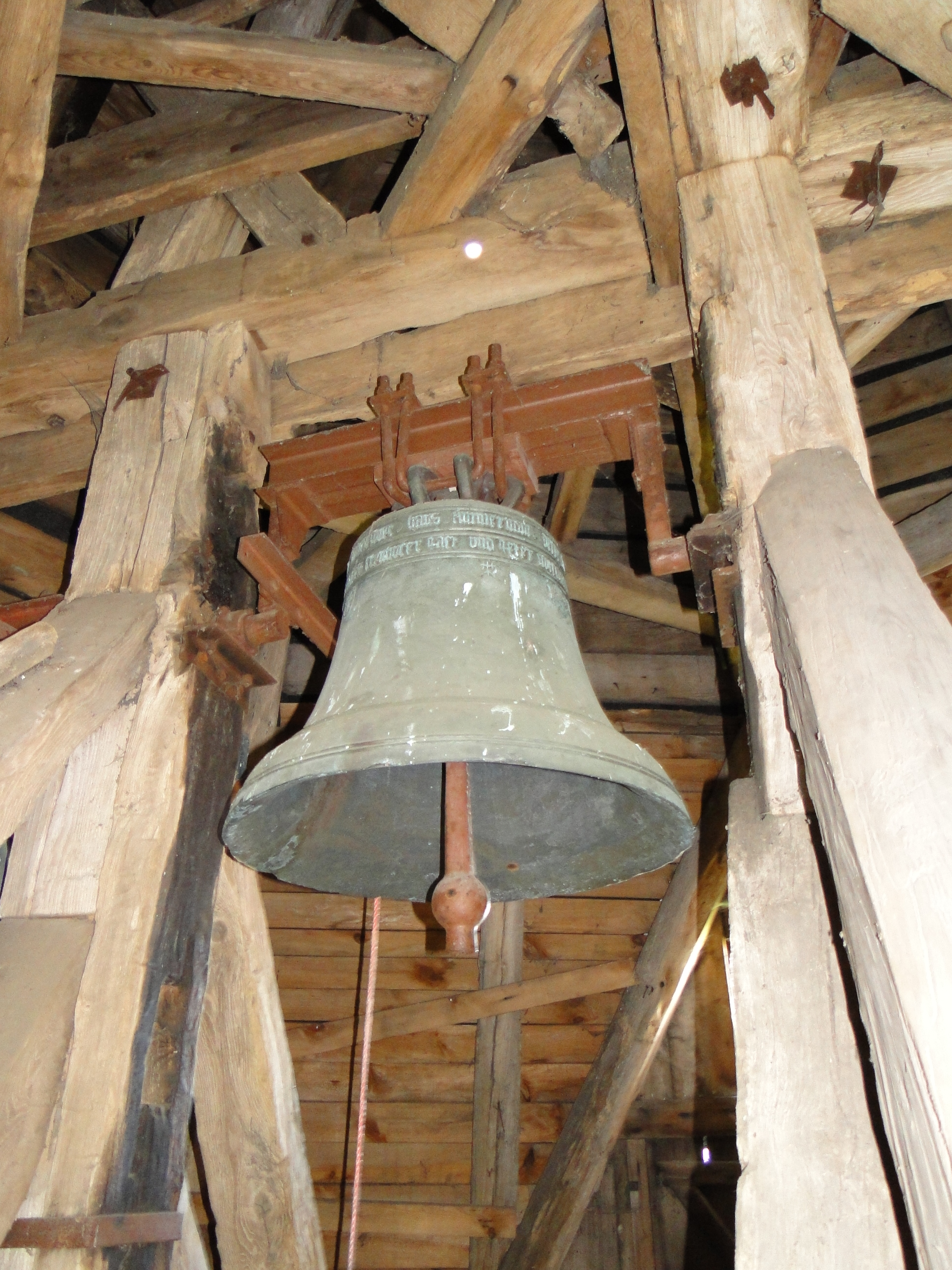
Glocke aus dem Jahr 1556

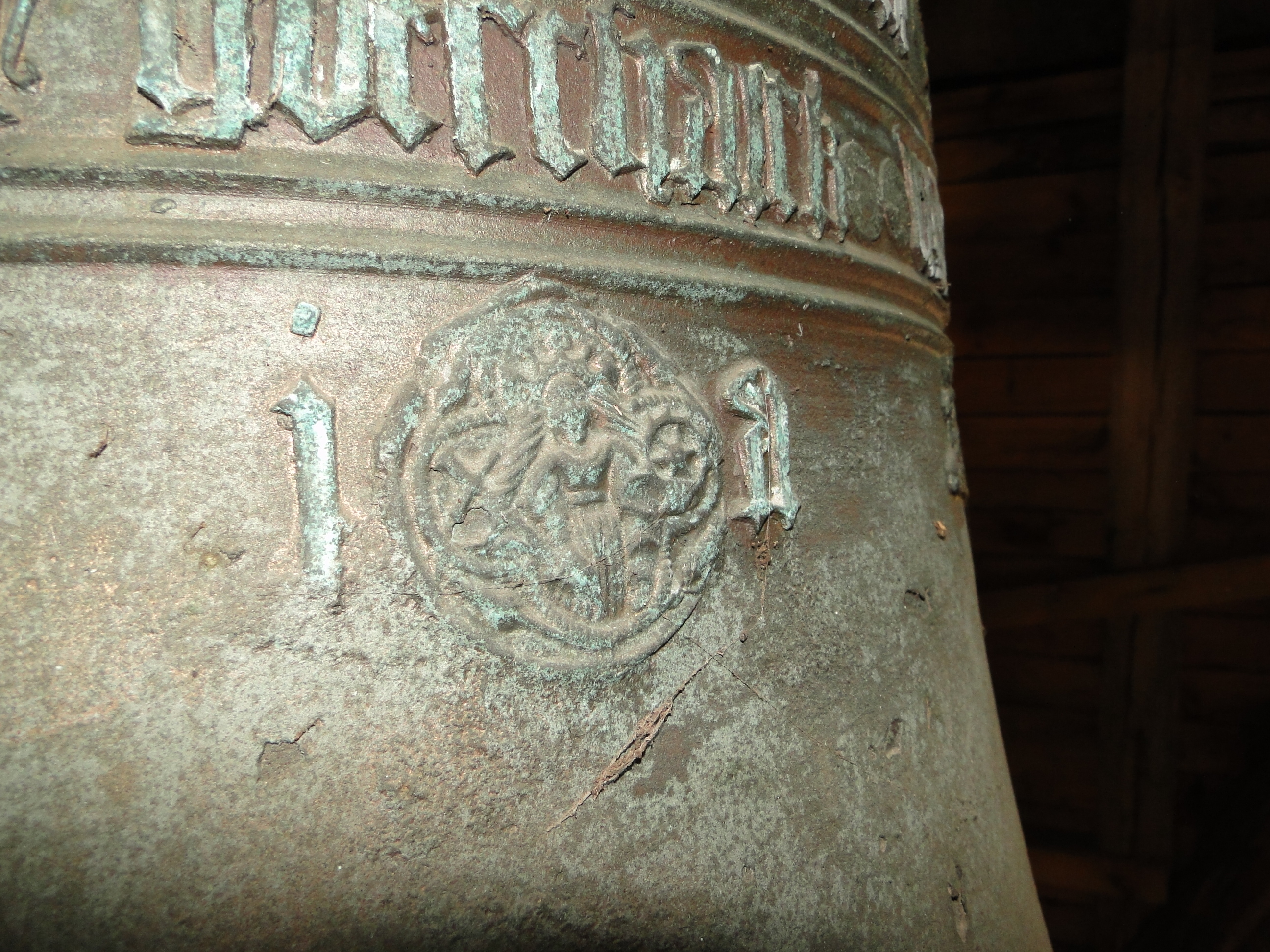
Rundbild der heiligen Katharina von Alexandrien auf der 1556er Glocke

Im Glockenstuhl hingen drei Bronzeglocken. Die beiden ältesten sind vorhanden. Die größte, 1844 durch Johann Carl Eduard Albrecht aus Wismar umgegossene Glocke wurde während des Ersten Weltkrieges 1917 für Rüstungszwecke abgegeben.
Die älteste und mit 57 cm Durchmesser die kleinste Glocke von 1496 hat ein Gießerzeichen und trägt die Umschrift: O Christus, König der Herrlichkeit, komme mit Frieden. Im Jahr des Herrn 1496. Die mittlere 77,5 cm große Bronzeglocke fertigte 1556 der Gießmeister Hans Timmermann. Neben Münzabdrücken, dem Gießerzeichen, einem Wappenschild mit einem Doppeladler der Belows als Kirchenstifter befindet sich auf der Bronzeglocke ein sechs Zentimeter großes Rundbild der heiligen Katharina von Alexandrien als Schutzheilige der Ritterschaft. Die zweizeilige Umschrift lautet: Helf Gott Durch die Gnade Godes Guet Hans Timmermann desse Klock im Jahr MCCCCCVI Tho Tidt Do Vas H: Nickklaves Stenhuser Past und Peter Gotschalck Tiges Koster De Vorstand. 1556. Zu der Zeit waren H[err] Nikolaus Ste[i]nh[a]user Past[or] und Peter Gottschalk [und Math]ias Köster die [Kirchen]vorsteher.

## Pastoren
Namen und Jahreszahlen bezeichnen die nachweisbare Erwähnung als Pastor. Das Pfarrhaus befand sich in Techentin.
- 1300 erwähnt Pfarrer Reynerus.
- 1352 erwähnt Plebanus Bernhardus.[38]
- 1369 erwähnt Prediger Johann von Rosteke.
- 1505–1557 Johann oder Nikolaus Steinhe(a)user.[39]
- 1564–1593 Johannes Hadelmann, vorher in Woosten, Student Luthers.
- 1557–1609 Nicolaus Steinäuser, Pfarrer in Techentin.
- 1594–1623 Joachim Lembke.[40]
- 1624–1638 Johann Steffens/Stephani aus Goldberg.
- 1645–1670 Joachim Permin, vorher Kantor in Ratzeburg.
- 1671–1690 Zacharias Crull aus Malchin, nachher in Plau am See.
- 1690–1713 Joachim Christoph Danneel, vorher Feldprediger bei den mecklenburgischen Truppen im Türkenkrieg, später Präpositus.[41]
- 1713–1728 Konrad Curtus.[42]
- 1729–1749 Johann Friedrich Aepinus, Pfarrer in Techentin.
- 1749–1763 Johann Ludwig Behm aus Pommern, sein Bruder Carl Christian Behm war 1738 durch Wahlbetrug Pastor im Kloster Dobbertin geworden.
- 1765–1773 Johann Joseph Gustav Binder, danach in Lancken.
- 1773–1800 Adolf Friedrich Hövet.[43]
- 1801–1810 Johann Heinrich Christian Mecklenburg, Sohn eines Tabakhändlers aus Bützow, danach in Buchholz.
- 1810–1847 Carl Christian Borngräber.
- 1848–1856 Johann Carl Riedel, auch Vertretung im Kloster Dobbertin.
- 1871–1882 Johannes Friedrich G(a)evert.
- 1882–1904 Friedrich Wilhelm Theodor Harm.
- 1905–1938 Friedrich Karl Emanuel Krüger.
- 1938–1949 Ernst Johannes Wilhelm Wartman, im Januar 1949 politisch verhaftet, floh im Mai 1949 in den Westen.
- 1950–1965 Ulrich Schabow.
- 1965–1980 Christoph Voß.
- 1983–1991 Matthias Gottfried Ortmann, von Mestlin.
- 1993–2005 Jens Krause, von Mestlin.
- 2005 aktuell Kornelius Taetow, von Mestlin.

## Heutige Kirchengemeinde
Die Belower Kirche gehört zur Kirchengemeinde Techentin. Die Kirchengemeinden Kladrum, Mestlin und Techentin mit ihren insgesamt neun Dorfkirchen gehören zur Propstei Parchim im Kirchenkreis Mecklenburg der Nordkirche. Das Pastorat befindet sich in Mestlin. Gottesdienste finden in der Belower Kirche monatlich statt.

### Ungedruckte Quellen
Landeshauptarchiv Schwerin (LHAS)
- LHAS 1.5-4/3 Urkunden Kloster Dobbertin.
- LHAS 2.12-3/2 Klöster und Ritterorden
- LHAS 2.12-3/5 Kirchenvisitationen.
- LHAS 3.2-4 Ritterschaftliche Brandversicherung.
- LHAS 5.12-4/2 Mecklenburgisches Ministerium für Landwirtschaft, Domänen und Forsten, Abt. Siedlungsamt.
- LHAS 5.12-7/1 Mecklenburg-Schwerinsches Ministerium für Unterricht, Kunst, geistliche und Medizinalangelegenheiten.
- LHAS 9.1-1 Reichskammergericht. Prozeßakten 1495–1806.
- LHAs 10.9/LA Nachlass Lorenz, Adolf Friedrich. 1884–1962, Mappe 1 Baupläne Kirche 1945.

Landeskirchliches Archiv Schwerin (LKAS)
- LKAS, OKR Schwerin, Specialia, Abt. 1, 2. Below bei Techentin
- LKAS, OKR Schwerin, Patronatsbauakten, Below. Bauten und Reparaturen an geistlichen Gebäuden

### Gedruckte Quellen
- Mecklenburgisches Urkundenbuch (MUB)
- Mecklenburgische Jahrbücher (MJB)